# Human Brain Project
Lo Human Brain Project (Progetto cervello umano) è un progetto scientifico nel campo dell'informatica e delle neuroscienze che mira a realizzare, entro il 2023, attraverso un supercomputer, una simulazione del funzionamento completo del cervello umano.

## Organizzazione
Il programma scientifico è diretto da un'équipe svizzera dell'Scuola politecnica federale di Losanna (ÉPFL), in collaborazione con più di 90 università e scuole di alta formazione di 22 differenti paesi. Direttore del progetto era Henry Markram, ora deposto in seguito allo scandalo della lettera di lamentele firmata da 700 scienziati e colleghi.
Nel gennaio 2013 (insieme al progetto Graphene) è stato selezionato dalla Commissione europea tra i FET Flagships, i progetti faro di ricerca e sviluppo promossi dall'Unione europea: scelti da una rosa di sei candidati, i due progetti beneficeranno di un sostegno finanziario di 1 miliardo di euro lungo dieci anni.

## Motivazioni scientifiche
Si ritiene che una simulazione del cervello umano permetterà, ad esempio, lo sviluppo di un nuovo approccio alla fisiologia e alla patologia del sistema nervoso, con la predisposizione di terapie innovative e più efficaci per la cura di malattie neuropsichiatriche, come l'alzheimer, la schizofrenia, la depressione, e altre patologie del cervello da cui sono complessivamente affette 2 miliardi di persone, un terzo della popolazione mondiale (180 milioni nella sola Europa, un terzo della popolazione europea)). una "visione olistica del cervello permetterebbe di riclassificare queste malattie in termini biologici, invece di considerarle un semplice complesso di sintomi".

## Storia del progetto
Il progetto HBP è la continuazione diretta di un precedente progetto, Blue Brain, svolto in collaborazione con l'IBM. Blue Brain, nel tempo, ha registrato risultati parziali usando un supercomputer Blue Gene: nel 2005 è stato realizzato il modello di un singolo neurone. Nel 2008 è stata simulata l'attività neurale di una colonna neocorticale di ratto (10.000 neuroni). Nel 2011 è stato realizzato il modello di un mesocircuito neocorticale (100 colonne neocorticali, corrispondenti a 1 milione di neuroni).
Rispetto a Blue Brain, lo Human Brain Project procederà seguendo due strade:
1. Costruzione e simulazione a livello molecolare in modo da poter analizzare l'espressione genica.
2. Semplificazione della simulazione delle colonne in modo da poterne simulare molte in modo parallelo. Questo è l'obiettivo primario del progetto dato che un cervello umano ha circa un milione di colonne.

## Critiche e contestazioni al progetto
Il 7 luglio 2014 è stata divulgata una lettera aperta, firmata da oltre 700 neuroscienziati europei, che contesta duramente l'adeguatezza del progetto rispetto agli obiettivi posti e chiede una riallocazione dei fondi a esso destinati. In particolare, sul piano concettuale, viene contestata la possibilità di ottenere nuove informazioni sul cervello umano partendo da una simulazione, la quale a sua volta sarebbe possibile solo conoscendo perfettamente il funzionamento del cervello stesso; si tratterebbe, dunque, di un progetto di alta tecnologia informatica piuttosto che un progetto di neuroscienze.
Le critiche riguardano anche il soggiacente modello politico di investimento in ricerca che, per entrambi i progetti scelti (oltre all'HBP, vi è Graphene Flagship, sulle proprietà e le applicazioni del Grafene) punta in modo privilegiato sulla cosiddetta Big Science attraverso "grandi consorzi con obiettivi ambiziosi e molto visionari" che sortiscono, però l'effetto collaterale di "[imporre] a un determinato settore di ricerca una visione unitaria, un unico modo di arrivare alla meta": questo approccio, secondo i critici, non sarebbe adatto a un settore come quello delle neuroscienze, in cui ha riscosso grandi successi un modello di ricerca basato sulla "competizione, la creatività e la molteplicità dei modelli interpretativi".
A quest'ultima critica, i sostenitori del progetto hanno replicato che il modello di ricerca classico, con la sua "gran mole di informazioni in formati e con metodologie diverse", a loro dire non consentirebbe di giungere a una comprensione complessiva e definitiva sul funzionamento del cervello umano: la piattaforma informatica sviluppata dal progetto HBP, secondo i suoi sostenitori, permetterebbe, invece, di unificare l'ingente mole di ricerche disponibili, permettendo, attraverso l'elaborazione di un'enorme massa di dati, "la risoluzione di un gran numero di dubbi lasciati aperti dal modello di ricerca classico".